# وانگ نان (بازیکن بیسبال)
وانگ نان (انگلیسی: Wang Nan؛ زادهٔ ۷ اکتبر ۱۹۸۱) بازیکن بیسبال اهل چین بود. در بازی‌های المپیک تابستانی ۲۰۰۸ شرکت کرده‌است.